# ساعة بغداد
ساعة بغداد هي مبنى مرتفع تعلوه ساعة معلقة على برج لها أربعة أوجه يقع المبنى ضمن منطقة ساحة الاحتفالات في بغداد. أنشئت في سنة 1994م، على يد كوادر من هيئة التصنيع العسكري التي حُلت بعد غزو العراق عام 2003م.
تتضمن القاعة متحفًا كان يعرف بمتحف قائد النصر مقسمًا إلى 7 قاعات تعرض فيه الهدايا التي كانت تقدم إلى الرئيس العراقي السابق صدام حسين. وقد اتخذت ساعة بغداد بعد الغزو الأمريكي مقرا لمحكمة الرئيس العراقي السابق ومعاونيه.[بحاجة لمصدر] تعرضت الساعة للقصف عام 2003، مما أدى إلى تدميرها، وقد قامت الحكومة العراقية لاحقا بترميمها.